# Wilhelmine Sande
Wilhelmine Sande, folkbokförd Vilhelmine Marie Sande, ogift Holst, född 24 oktober 1874 i Norge, död 21 januari 1986 i Huddinge församling i Stockholms län, var vid sin död Sveriges äldsta person dittills.
Hon föddes 1874 i Hoffs socken i Norge. Hon gifte sig 1897 med Johan Sande och flyttade följande år till Oslo. Johan Sande blev generalagent för det amerikanska företaget National Cash Register och flyttade 1915 tillsammans med henne till Stockholm. 1919 bosatte de sig på Stensättra gård i Huddinge socken där man hade rävfarm och fabrik för produktion av pappersrullar till kassaapparater. Gården blev under andra världskriget tillflyktsort för norska och finska flyktingbarn. Makarna Sande ägde även Fullersta gård från 1931. Mannen avled 1943, men Wilhelmine Sande bodde kvar på gården. När hon avled 1986, 111 år och 89 dagar gammal, var hon Sveriges äldsta människa dittills.
Hon är begravd på Tomtberga kyrkogård i Huddinge kommun.